# Bieberstraße 1a

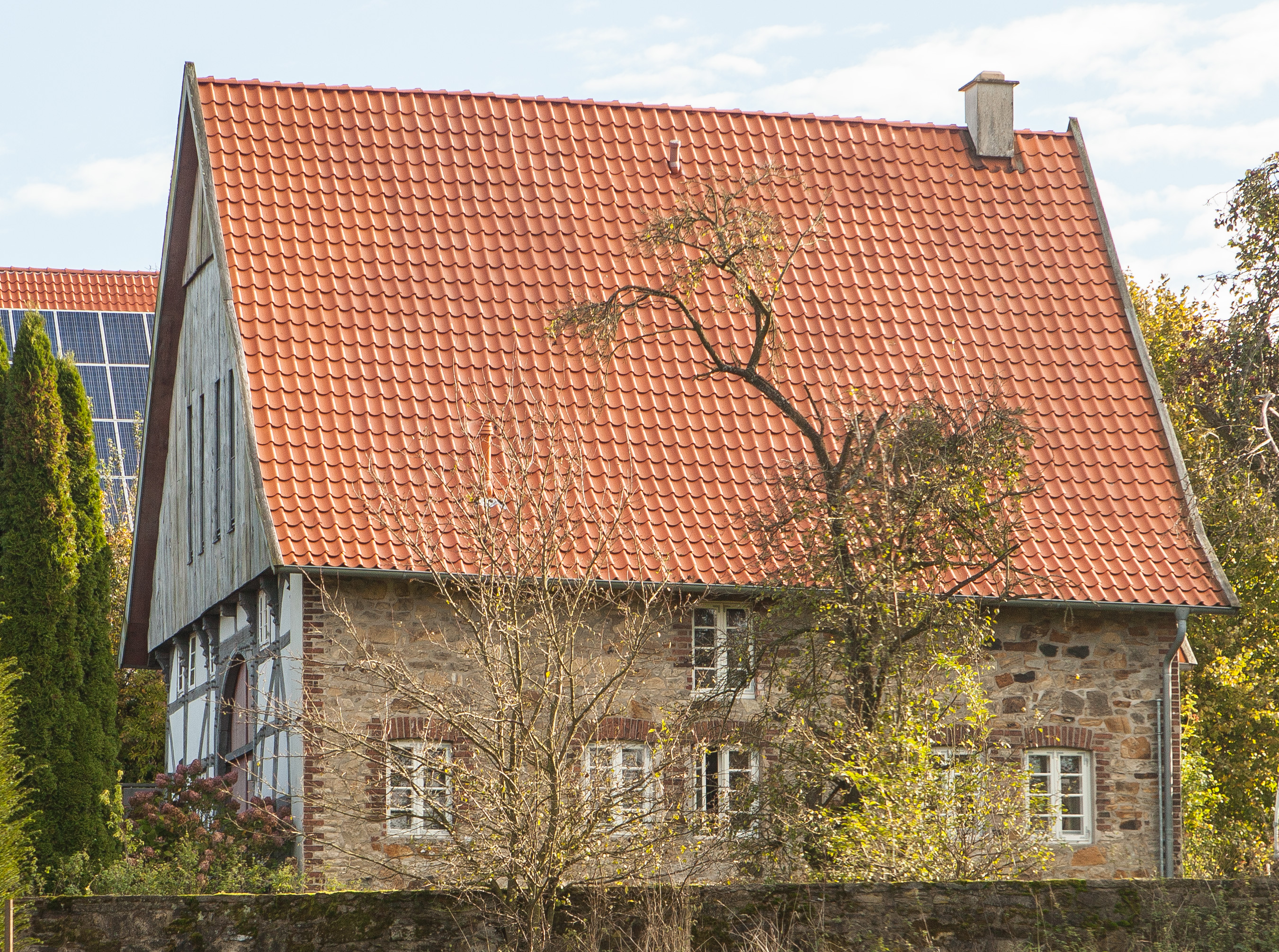
Das Gebäude im Oktober 2014

Das Gebäude Bieberstraße 1a ist ein mit der Nummer 188 in die Denkmalliste der Stadt Bad Salzuflen im nordrhein-westfälischen Kreis Lippe in Deutschland eingetragenes Baudenkmal.
Die Eintragung erfolgte am 16. April 2002; Grundlage für die Aufnahme in die Denkmalliste ist das Denkmalschutzgesetz Nordrhein-Westfalens (DSchG NRW).

## Lage
Das 1663 errichtete Fachwerk-Bauernhaus steht im Bad Salzufler Ortsteil Wüsten, etwa ein Kilometer südöstlich der Wüstener Ortsmitte, von der Bieberstraße nach Osten etwas zurückliegend.
Mit der Zusammenlegung von Ober- und Unterwüsten sowie der Eingemeindung Wüstens nach Bad Salzuflen und der Vergabe von (neuen) Straßennamen bekam das Grundstück „Oberwüsten Nr. 42“ die Anschrift „Bieberstraße 1a“.

## Beschreibung
Bei dem Baudenkmal handelt es sich um ein Zweiständerhaus auf Natursteinsockel mit weiter Ständerstellung und langen Schwelle-Ständer-Verstrebungen und mit Tonhohlpfannen gedecktem Satteldach. Die auf profilierten Knaggen vorkragenden Giebeldreiecke sind verbrettert. Beim Dachstuhl handelt es sich um ein Sparrendach mit Kehlbalkenlage.
Die Torbogeninschrift des Bauernhauses lautet:

„ANNO 1663 HANS KIKESMOLER UND CHATTRINA SCHUKMAN
HABEN DAS HAUSZ LASEN BAWEN“

Die ehemalige Durchgangsdeele ist mit geschweiften Kopfbändern zur Aussteifung der Ständer-Deckenbalkenkonstruktion versehen. Beidseitig der Deele sind die Raumstrukturen mit Speicherräumen über den Ställen, sogenannten Hillen, erhalten.
Die westliche Traufseite wurde später mit Natursteinmauerwerk erneuert.

## Baudenkmal
Das 1663 errichtete Gebäude auf der großen Kickmöllerschen Hofstelle ist bedeutend Städte und Siedlungen, insbesondere im Bad Salzufler Ortsteil Wüsten, weil es die Entwicklung der landwirtschaftlichen Arbeits- und Produktionsverhältnisse dokumentiert.

An der Erhaltung und Nutzung gemäß § 2.1 DSchG NW besteht daher aus wissenschaftlichen, insbesondere ortshistorischen und volkskundlichen-hauskundlichen Gründen ein öffentliches Interesse. Volkskundliche Gründe werden angeführt, weil das Bauwerk eine authentische Vorstellung des Lebens und Arbeitens in einem Bauernhaus seit der Zeit des Dreißigjährigen Kriegs ermöglicht, und weil das Gebäude Auskunft gibt über den Brauch, über dem Torgestell Inschriften anzubringen. Darüber hinaus werden hauskundliche Gründe für das öffentliche Erhaltungsinteresse geltend gemacht, denn dieses Bauernhaus gibt Auskunft über den Stand der Verzimmerungstechnik im 17. Jahrhundert.